# 17 липня
17 липня (📅) — 198-й день року (199-й у високосні роки) в григоріанському календарі. До кінця року залишається 167 днів.

## Свята і пам'ятні дні

### Міжнародні
- ООН: Всесвітній день міжнародного кримінального правосуддя (1998)
- Всесвітній день Емодзі.
- День дарування подарунків.

### Національні
- Ірак: День Республіки.
- Лесото: День короля.
- Південна Корея: День конституції.
- Пуерто-Рико: День Рів'єри.
- Росія: День етнографа.
- Фінляндія: День демократії.

### Релігійні

#### Християнство

##### Католицизм
- День Святого Алексія Римського.
- День Святого Еннодія Фелікса.
- День Святого Лева IV.
- День Святої Королеви Русі Гедвіги І.
- День Святих Комп'єнських мучениць.
- День Блаженного Павла Петра Ґойдича.

##### Православ'я[1]
- Великомучениці Марини (Маргарити).
- Перенесення мощей преподобного Лазаря Галисійського.

## Події
- 709 до н. е. — Перший опис повного сонячного затемнення, зроблений китайцем Чу Фу.
- 1048 — Римський Імператор Генріх III (Heinrich III.) вигнав із Риму папу Бенедикта IX (Benedictus PP. IX) і замінив його Дамасієм II (Damasus PP. II).
- 1429 — У відбитому в англійців Реймсі коронувався на французький престол Карл VII (Charles VII, le Victorieux) (стяг над його головою під час церемонії тримала Жанна д'Арк) (Jeanne d’Arc).
- 1453 — Французи розбили англійців в битві при Кастійоні, останній битві Столітньої війни (1337—1453). Після цієї битви французькі війська заволоділи містом Бордо.
- 1505 — Після потрясіння під час жахливої грози, коли Мартін Лютер (Martin Luther) був на волосок від смерті, він змінює свої плани стати юристом і стає ченцем августинського монастиря в Ерфурті.
- 1570 — У Вільно заснована єзуїтська колегія, яка згодом була перетворена в університет.
- 1710 — Здача ризького гарнізону московським військам під командуванням фельдмаршала Шереметєва в ході Північної війни.
- 1754 — У Нью-Йорку відкрився Королівський коледж. У цьому вищому навчальному закладі було десять студентів і один професор. У 1784 році змінив свою назву на Колумбійський, а у 1896-му став університетом. Сьогодні це один із найбільших і найпрестижніших вишів США.
- 1775 — У США відкрили перший у світі військовий госпіталь.
- 1785 — Словацький авантюрист Моріц Беньовський, проголосивши себе імператором Мадагаскару, оголосив війну Королівству Франція.
- 1791 — На Марсовому полі в Парижі розстріляна мирна демонстрація, що вимагала зречення французького короля Людовика XVI.
- 1793 — У Парижі страчена Шарлотта Корде (Charlotte Marie-Anne Corday d'Armont), вбивця лідера Французької революції Марата (Jean Paul Marat).
- 1841 — Вийшов перший номер британського гумористичного журналу «Панч».
- 1854 — В Австрійській імперії запущена в експлуатацію перша у світі гірська залізниця.
- 1868 — Японська столиця перенесена з Кіото в Токіо.
- 1902 — засновано Товариство швидкої медичної допомоги в нещасних випадках в Києві.
- 1915 — Німецька імперія і Австро-Угорська імперія підписали секретний договір про співпрацю з Болгарським царством.
- 1917 — У Великій Британії з титулів вилучені всі німецькі імена. Британський король Георг V опублікував звернення, де ствердив, що спадкоємці Британської королівської родини по чоловічій лінії — Саксен-Кобург-Готська династія носитимуть прізвище Віндзори.
- 1917 — Виступ полуботківців у Києві з метою проголошення незалежності України
- 1917 — В Петрограді розстріляна мирна демонстрація робітників і солдатів.
- 1918 — Розстріляний останній російський імператор Микола II.
- 1933 — Після закінчення будівництва Дніпрогесу та ліквідації порогів на Дніпрі з Києва до Херсона вийшов у перший рейс пасажирський пароплав.
- 1941 — Наказом Гітлера Східна Галичина перейшла в підпорядкування до Генерального Губернаторства як окремий дистрикт «Галичина».
- 1942 — Почалася Сталінградська битва.
- 1945 — Почалася Потсдамська конференція глав держав-союзників-переможниць у Другій світовій війні.
- 1958 — Рада Міністрів УРСР ухвалила рішення про скорочення 8 з 40 чинних монастирів.
- 1973 — В Афганістані повалена монархія і проголошена республіка.
- 1997 — Україна ратифікувала Європейську конвенцію з прав людини.
- 2013  — Інцидент з рибалками та російськими прикордонниками в Азовському морі
- 2014 — російським зенітним ракетним комплексом «Бук» біля Тореза Донецької області з території так званої Донецької народної республіки збито рейсовий пасажирський літак Boeing 777 компанії Malaysia Airlines, загинули всі пасажири та екіпаж (загалом 298 осіб).
- 📆 2020 — Верховна Рада України затвердила скорочення кількості адміністративних районів України від 490 до 138[2].

## Народились
Дивись також Категорія:Народились 17 липня
- 1797 — Поль Деларош, французький історичний живописець, представник академізму.
- 1837 — Юліан Захаревич, львівський архітектор, засновник і організатор Львівської архітектурної школи, ректор Львівської політехніки.
- 1846 — Микола Миклухо-Маклай, мандрівник і етнограф українського походження (†1888).
- 1871 — Філарет Колесса, український етнограф, фольклорист, композитор, музикознавець.
- 1888 — Шмуель Йосеф Агнон, єврейський письменник, уродженець Бучача (Королівство Галичини та Володимирії), лауреат Нобелівської премії з літератури 1966 р.
- 1889 — Ерл Стенлі Ґарднер, американський письменник, класик детективного жанру; адвокат.
- 1894 — Жорж Леметр, бельгійський католицький священик, астроном і математик, один з авторів розширення Всесвіту (зараз відомої як теорія Великого вибуху).
- 1913 — Роже Гароді, французький політичний діяч, письменник, публіцист, філософ, один з теоретиків марксизму, ревізіоніст Голокосту.
- 1920 — Хуан Антоніо Самаранч, іспанський спортивний функціонер, каталонський громадський діяч, 8-й за ліком президент МОК (†2010).
- 1932 — Аркадій Єлішевич, український науковець, доктор технічних наук, професор Донецького політехнічного інституту (†2002).
- 1937 — Іван Гель, український дисидент, політик, публіцист, релігійний діяч.
- 1948 — Рон Ештон, американський гітарист (†2009).
- 1956 — Михайло Сирота, український політик
- 1958 — Вонг Карвай, гонконзький кінорежисер та сценарист.
- 1961 — Олександр Гнилицький, український художник.

## Померли
Дивись також Категорія:Померли 17 липня
- 1399 — Королева Русі Гедвіга І.
- 1766 — Джузеппе Кастільйоне (Лан Шинін), італійський художник і архітектор, єзуїт, місіонер, придворний художник китайського імператора Цяньлуна.
- 1771 — Олексій Розумовський, граф, генерал-фельдмаршал українського походження, найбільший в історії лобіст українських інтересів при царському дворі. За його активної участі відновлено Київську митрополію і проголошено царську грамоту про обрання гетьманом його брата Кирила Розумовського.
- 1790 — Адам Сміт, британський (шотландський) економіст, філософ-етик; один із засновників сучасної економічної теорії.
- 1852 — Сальваторе Каммарано, італійський поет, драматург і лібретист.
- 1866 — Йосип Гладкий, останній кошовий Задунайської Січі
- 1903 — Джеймс Вістлер, англо-американський живописець і графік.
- 1912 — Анрі Пуанкаре, французький математик, фізик, філософ (*1854).
- 1918 — Ніколай II та його сімʼя (вогнепальна рана)
- 1940 — Арнольдо Зоккі (Дзоккі або Цочі), італійський скульптор, автор статуї Христофора Колумба в Буенос-Айресі. Син скульптора Еміліо Дзоккі, автора кінного пам'ятнику Віктору Емануїлу II у Флоренції; двоюрідний племінник скульптора Чезаре Зоккі, автора пам'ятника Данте Аліг'єрі в Тренто.
- 1960 — Павло Ґойдич, греко-католицький єпископ Пряшівської єпархії, у 2001 році проголошений блаженним.
- 1967 — Джон Колтрейн, американський джазовий саксофоніст та композитор.
- 1983 — Рузвельт Сайкс, американський блюзовий музикант.
- 1993 — Мирон Левицький, український письменник-прозаїк, маляр, графік.
- 2006 — Мікі Спіллейн, американський письменник.
- 2009 
  - Лешек Колаковський, польський філософ.
  - Волтер Кронкайт, американський журналіст, ведучий на телеканалі CBS.
- 2010 — Бернар Жиродо, французький актор, режисер і письменник.
- 2015 — Жуль Б'янкі, французький автогонщик.